# Commerce des céréales
Le commerce des céréales comprend le commerce local, national et international des céréales et autres grains alimentaires, notamment le blé, l'orge, le maïs et le riz. Le grain de céréale est un produit commercial important car il est facilement stocké et transporté avec des pertes limitées, contrairement à d'autres produits agricoles. Un commerce prospère des céréales est important pour garantir l'approvisionnement de nombreuses sociétés, fournissant une base calorique à la plupart des systèmes alimentaires et jouant un rôle important dans l'alimentation des animaux d'élevage. Pour la campagne 2021-2022, le commerce mondial (international) de céréales devrait s'élever à 473 millions de tonnes, soit environ 17 % de la production totale estimée à  2 799 de millions de tonnes, cette proportion variant de 9 % pour le riz à 25 % pour le blé.
Le commerce des céréales est aussi ancien que l'établissement de l'agriculture, et est identifié dans la plupart des premières civilisations qui ont adopté l'agriculture sédentaire. Des changements sociétaux majeurs, comme la chute de l'Empire romain, sont directement liés au commerce des céréales. Depuis le début de l'époque moderne, le commerce des céréales a joué un rôle important dans l'expansion coloniale et la dynamique du pouvoir au niveau international. La domination géopolitique de pays comme l'Australie, les États-Unis, le Canada et l'Union soviétique au cours du XXe siècle était liée à leur statut de pays excédentaires en céréales.
Plus récemment, les marchés internationaux des produits de base ont joué un rôle important dans la dynamique des systèmes alimentaires et du prix des céréales. La spéculation et d'autres facteurs influençant la production et l'offre qui ont conduit à la crise financière de 2007-2008 ont créé une inflation rapide des prix des céréales pendant la crise alimentaire mondiale de 2007-2008. Plus récemment, du fait de la domination de l'Ukraine et de la Russie sur les marchés céréaliers, comme le blé, l'invasion russe de l'Ukraine a suscité des craintes accrues d'une crise alimentaire mondiale en 2022. Par ailleurs, les changements induits sur la production agricole par le changement climatique devraient avoir des effets en cascade sur les marchés mondiaux des céréales,,,.

## Histoire

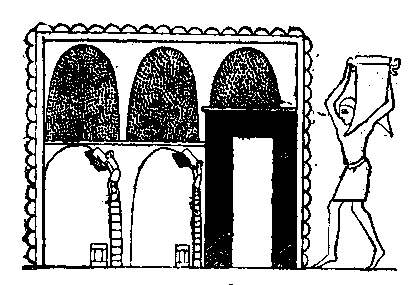
Représentation d'un grenier à blé égyptien antique.

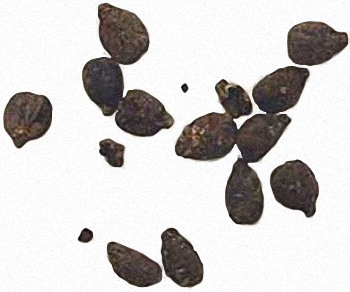
Grains anciens de l'époque romaine antique.

Le commerce des céréales est probablement presque aussi ancien que la culture des céréales, remontant à la révolution néolithique (vers 11 500 av. J.-C.). Partout où il y a une pénurie de terres (par exemple dans les villes), les gens doivent faire venir des aliments de l'extérieur pour subvenir à leurs besoins, soit par la force, soit par le commerce. Cependant, de nombreux agriculteurs tout au long de l'histoire  ont pratiqué une agriculture de subsistance, ce qui signifie qu'ils produisaient essentiellement pour les besoins du ménage et avaient peu de surplus à échanger. L'objectif pour ces agriculteurs n'était pas de se spécialiser dans une culture et de produire des surplus, mais plutôt de produire tout ce dont leur famille avait besoin et de devenir autosuffisants. Ce n'est que dans les lieux et les époques où la production s'est orientée vers la production d'un excédent pour le commerce (agriculture commerciale) qu'un important commerce de céréales est devenu possible.
Au début, le commerce se faisait très probablement par troc, et comme le transport de grandes quantités de céréales était difficile avec les techniques anciennes, le commerce était probablement assez limité en termes de volume échangé et de distances de transport. Le développement de l'économie monétaire et de la roue a permis une plus grande expansion du commerce des céréales.
Jusqu'aux 200 à 300 dernières années, le commerce international des céréales ne représentaient qu'une fraction minime de la consommation et, par conséquent, ne nécessitait pas d'infrastructure commerciale distincte. Selon Fernand Braudel, jusqu'au XVIIIe siècle, les céréales commercialisées ne représentaient que 0,03 % de la consommation totale, contre plus de 10 % de la consommation mondiale de nos jours. Ainsi, de nos jours certains pays d'Asie, notamment le Japon, dépendent presque totalement des importations de céréales (autres que le riz).

### Antiquité classique
Dans le monde antique, les grains s'écoulaient régulièrement de l'arrière-pays vers le cœur des grands empires : le maïs dans l'ancien Mexique, le riz dans la Chine ancienne, et le blé et l'orge dans le Proche-Orient ancien. Cela s'est accompagné de l'amélioration des techniques de stockage et de transport des céréales ; la Bible hébraïque mentionne fréquemment les énormes silos de céréales de l'Égypte antique.
À l'âge classique, l'unification de Chine et la pacification du bassin méditerranéen par l'Empire romain ont créé de vastes marchés régionaux de marchandises aux deux extrémités de l'Eurasie. L'approvisionnement en céréales de la ville de Rome était considéré  par les généraux et politiciens romains comme étant de la plus haute importance stratégique.
En Europe, avec l'effondrement du système romain et la montée du féodalisme, de nombreux agriculteurs ont été réduits à un rôle de subsistance, produisant juste assez pour remplir leurs obligations envers leur seigneur et l'Église , et peu pour eux-mêmes, et encore moins pour le commerce. Le peu qui était échangé était échangé localement dans des foires régulières.

### Expansion pré-moderne et moderne
Une expansion massive du commerce des céréales s'est produite lorsque les Européens ont pu mettre en culture des millions de kilomètres carrés de terres nouvelles dans les  Amériques, en Russie et en Australie. Cette expansion a commencé au XVe et s'est poursuivie jusqu'au XXe siècle. En outre, la consolidation des terres agricoles en Grande-Bretagne et en Europe de l'Est, ainsi que le développement des chemins de fer et de la marine à vapeur, ont déplacé le commerce d'un schéma local vers une schéma plus international.
Pendant ce temps, le débat sur les tarifs douaniers et le libre-échange des céréales était féroce. Les travailleurs industriels pauvres comptaient sur du pain bon marché pour se nourrir, mais les agriculteurs voulaient que leur gouvernement crée un prix local plus élevé pour les protéger des importations étrangères bon marché, les Corn Laws britanniques en étant un exemple.

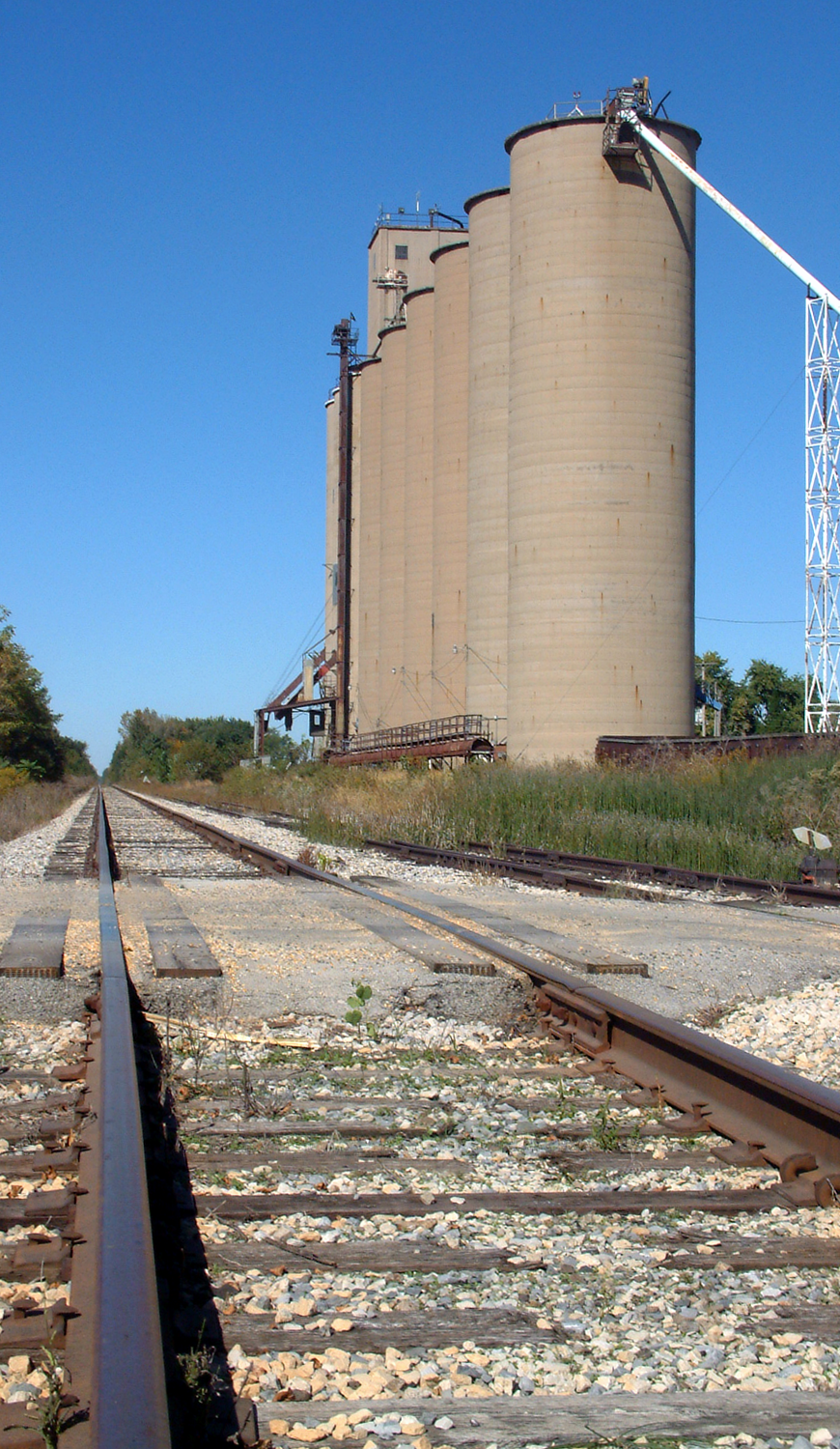
Un « élévateur à grains » en Indiana (États-Unis).

Au fur et à mesure que la Grande-Bretagne et d'autres pays européens se sont industrialisés et urbanisés, ils sont devenus des importateurs nets de céréales des différents greniers du monde. Dans de nombreuses régions d'Europe, lors de l'abolition du servage, les grands domaines étaient accompagnés de nombreuses petites exploitations inefficaces, mais dans les régions nouvellement colonisées, des exploitations massives étaient accessibles non seulement aux grands nobles, mais aussi à l'agriculteur moyen. Le Homestead Act (Loi de propriété fermière) aux États-Unis et la Loi des terres fédérales au Canada ont permis aux pionniers des plaines de l'Ouest d'acquérir des étendues de 0,65 km² ou plus pour peu ou pas de frais. Cela a déplacé la culture céréalière, et donc le commerce, à une échelle beaucoup plus massive. D'énormes silos (appelés « élévateurs à grains ») ont été construits pour recevoir les produits des agriculteurs et les transporter par chemin de fer jusqu'aux ports. Cependant, les coûts de transport étaient une préoccupation majeure pour les agriculteurs des régions éloignées, et toute technologie permettant de déplacer plus facilement le grain était d'une grande aide ; pendant ce temps, les agriculteurs européens luttaient pour rester compétitifs tout en opérant à une échelle beaucoup plus petite.

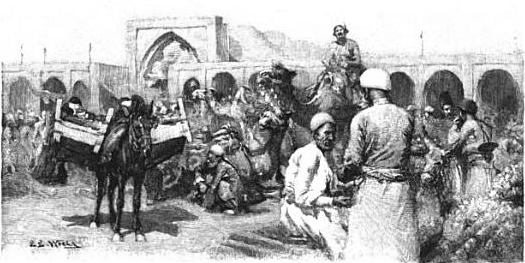
Marché aux céréales à Téhéran en 1893 (illustration du magazine Harpers). Les marchés céréaliers ont été d'importants centres de commerce dans de nombreuses régions du monde au cours des 500 dernières années.

### Changements auXXesiècle
[source insuffisante]Dans les années 1920 et 1930, les agriculteurs australiens et canadiens ont réagi contre la politique de prix des grandes sociétés de manutention et de transport de céréales. Leurs gouvernements ont créé les commissions australienne et canadienne du blé en tant qu'offices de commercialisation qui disposent d'un monopsone, en achetant tout le blé de ces pays pour l'exportation. Ensemble, ces deux offices contrôlaient un pourcentage important du commerce mondial des céréales au milieu du XXe siècle. De plus, les coopératives agricoles telles que les coopératives céréalières du Canada sont devenues une alternative populaire aux grands négociants céréaliers.

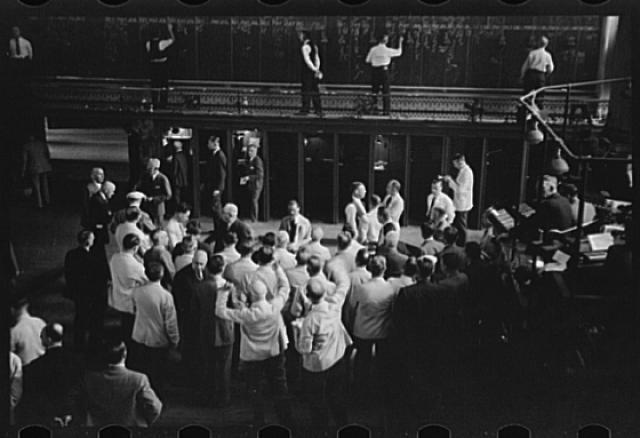
Enchérisseurs à la bourse aux grains de Minneapolis en 1939.

A la même époque en Union soviétique et peu après en Chine, des programmes de collectivisation désastreux ont effectivement transformé les plus grandes nations agricoles du monde en importateurs nets de céréales.

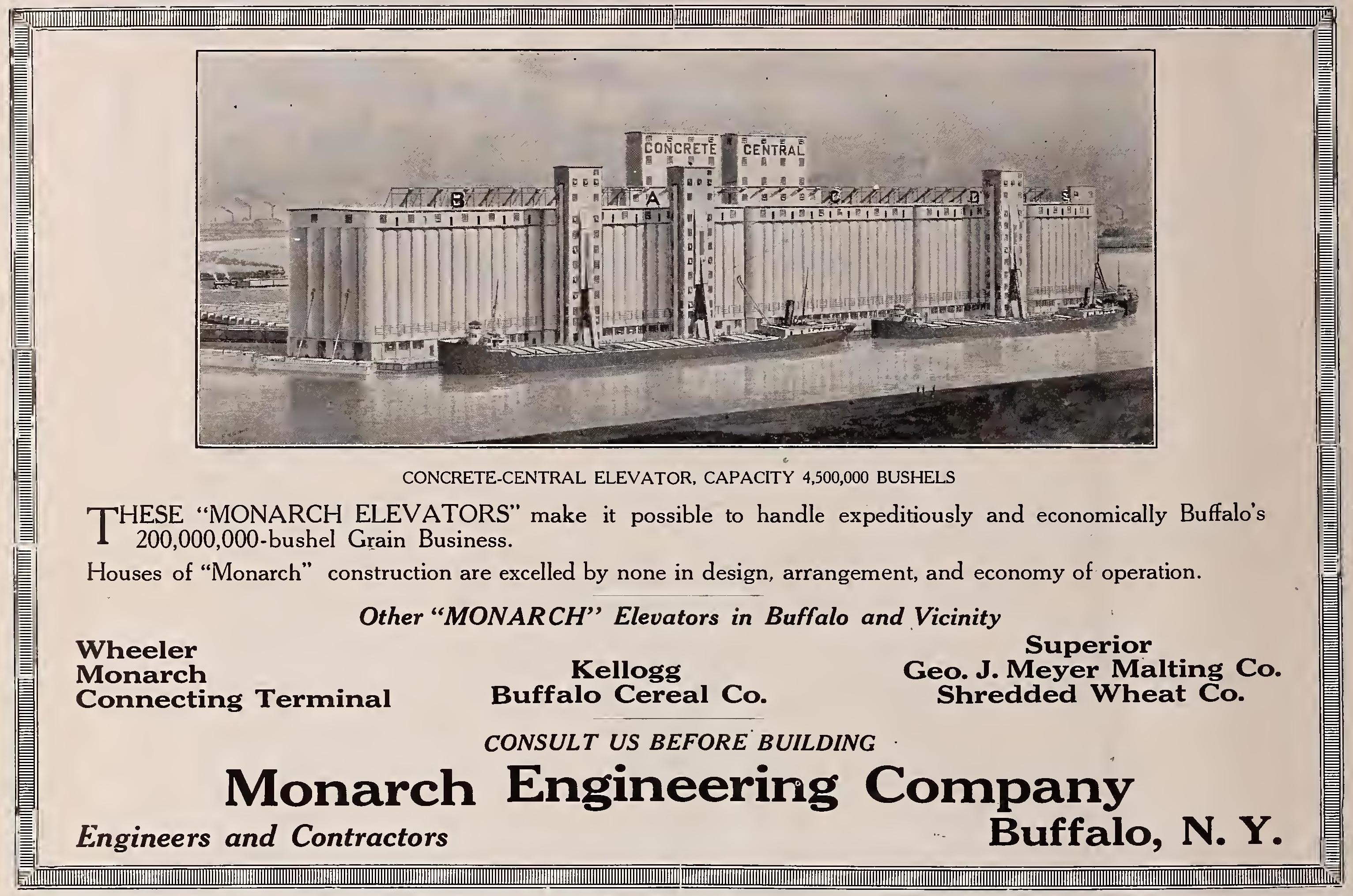
Silo central en béton de Buffalo (New York) d'une capacité de 125000 tonnes construit par Monarch Engineering Co. avant janvier 1919.

Dans la seconde moitié du XXe siècle, le commerce des céréales était partagé entre quelques opérateurs géants publics et privés. Les géants étatiques étaient Exportkhleb en Union soviétique, la Commission canadienne du blé, la Commission australienne du blé, la Commission australienne de l'orge, etc. Les plus grandes entreprises privées, connues sous le nom des « big five », étaient Cargill, Conti (Continental Grain Company), Louis Dreyfus, Bunge et André, ancienne entreprise suisse à ne pas confondre avec le groupe André Maggi du Brésil, plus récent.
En 1972, la récolte de blé de l'Union soviétique a été mauvaise. Pour éviter la pénurie dans leur pays, les autorités soviétiques ont réussi à acheter la majeure partie du surplus de la récolte américaine par l'intermédiaire d'entreprises privées à l'insu du gouvernement des États-Unis. Cette opération a fait grimper les prix dans le monde et a été surnommée le « Grand vol des céréales » par les critiques, ce qui a conduit les Américains à accorder une plus grande attention aux grandes sociétés de négoce.
En revanche, en 1980, le gouvernement américain a tenté d'utiliser sa puissance alimentaire pour punir l'Union soviétique pour son invasion de l'Afghanistan par un embargo sur les exportations de céréales. Cet embargo a été considéré comme un échec en matière de politique étrangère (les Soviétiques ont comblé le déficit sur le marché international) et a eu un impact négatif sur les agriculteurs américains.

## Commerce moderne

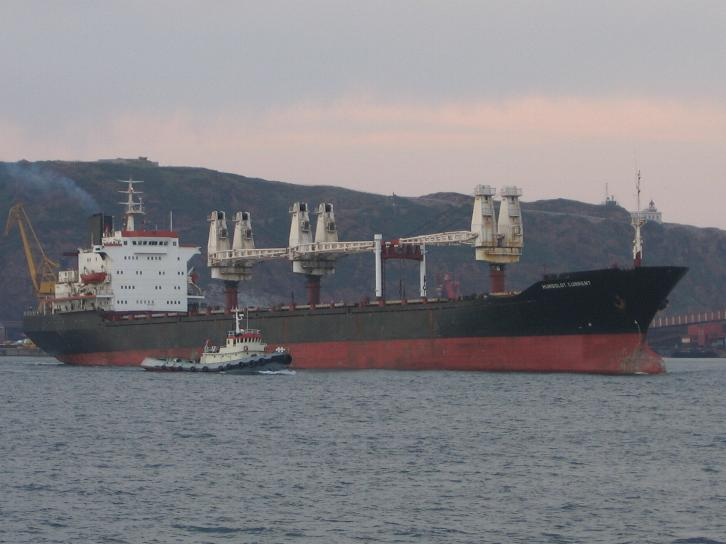
Alors qu'autrefois les céréales étaient vendues en sacs, elles sont désormais transportées en vrac dans de grands cargos comme celui-ci.

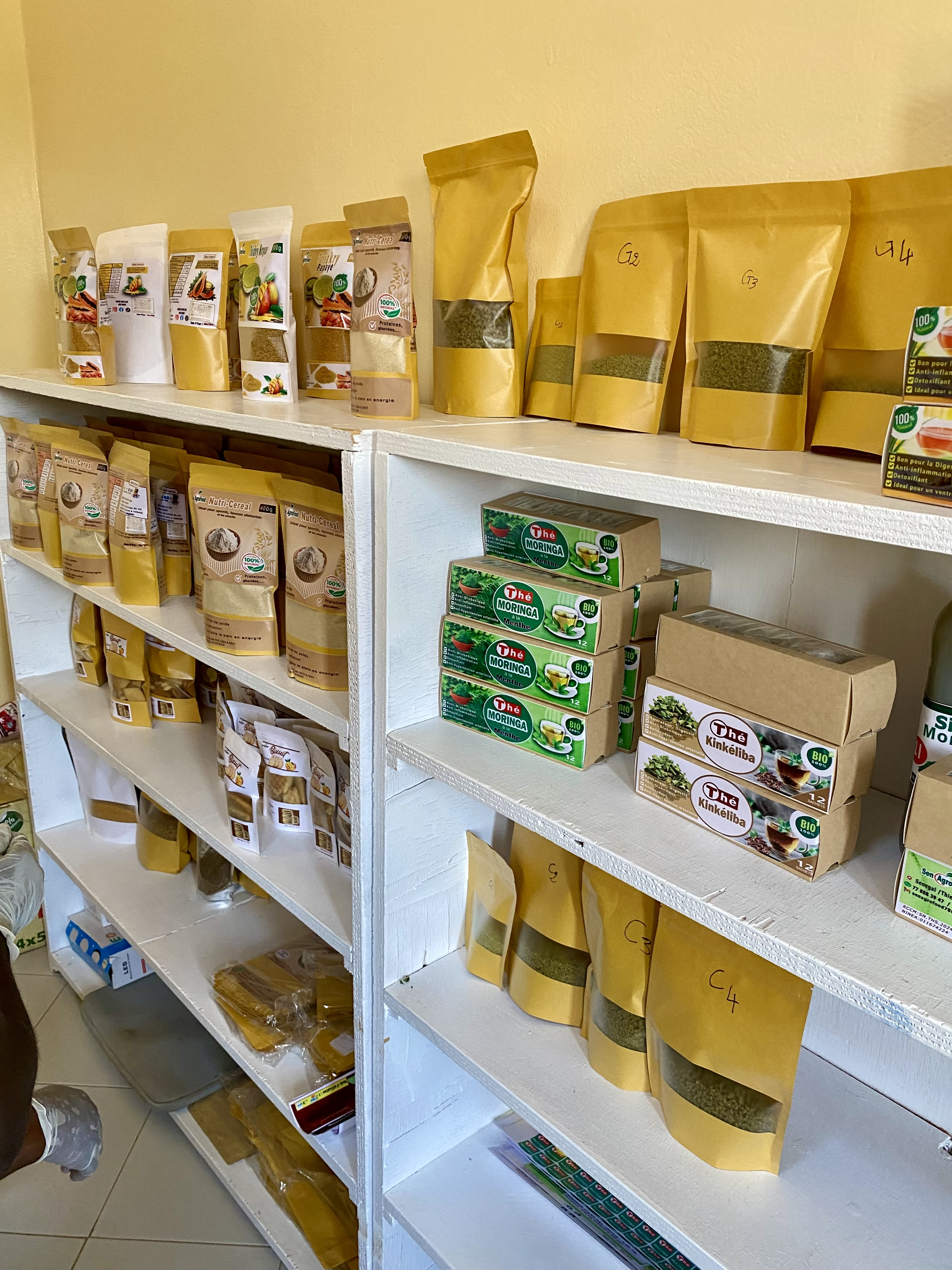
céréales locaux au Sénégal

Depuis la Seconde Guerre mondiale, la tendance en Amérique du Nord est à la consolidation d'exploitations agricoles déjà vastes. Les infrastructures de transport ont également favorisé davantage d'économies d'échelle. Les chemins de fer sont passés du charbon au diesel et ont introduit des wagons-trémies pour transporter plus de volume avec moins de manutentions. Les anciens silos à grains en bois ont été remplacés par d'énormes terminaux en béton, et le transport ferroviaire a reculé face à des camions de plus en plus grands.

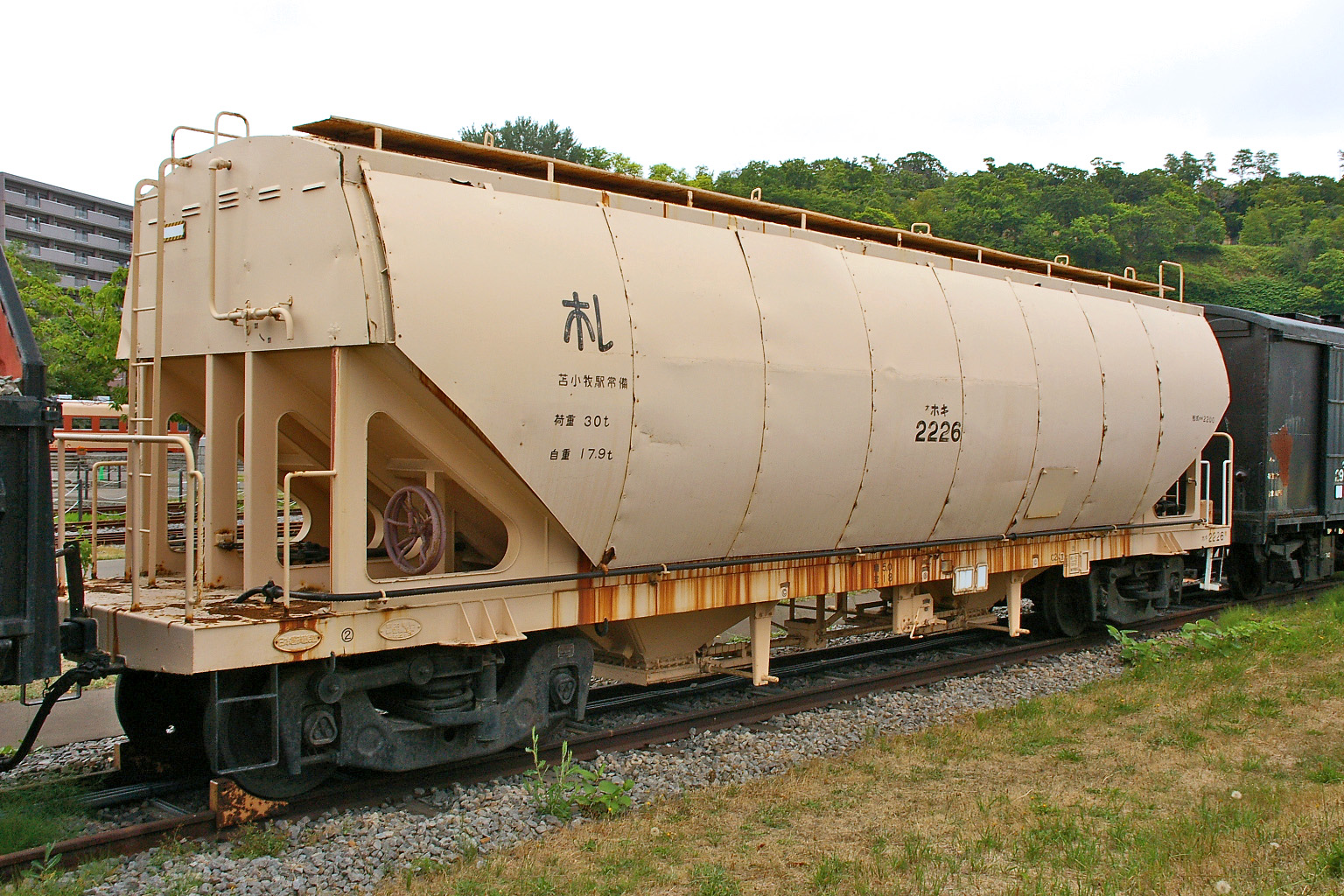
Les wagons-trémies, comme celui-ci du Japon, ont rendu le transport des céréales beaucoup plus rapide et moins exigeant en main-d'œuvre.

Différents enjeux affectent le commerce moderne des céréales, et concernent notamment les questions de sécurité alimentaire, l'utilisation croissante des biocarburants, la controverse sur la manière de stocker et de séparer correctement les cultures génétiquement modifiées et les  cultures biologiques, le mouvement alimentaire locavore, le désir des pays en développement d'accéder au marché des économies industrialisées, le changement climatique et la mutation des systèmes agricoles face à la sécheresse, et le développement de cultures nouvelles.

### Volatilité des prix et protections
La volatilité des prix, caractérisée par des variations de prix brusques et de grande amplitude, s'explique par la faible élasticité de l'offre, peu réactive aux variations de prix, et surtout de la demande déterminée par des besoins alimentaires essentiels, mais aussi par les fluctuations du coût des énergies fossiles, qui affectent la demande en biocarburants. Cette volatilité affecte en premier lieu les pays qui dépendent des importations de céréales, notamment certains pays de la région MENA (Afrique du Nord et Moyen-Orient). « La volatilité des prix est un problème de vie ou de mort pour de nombreuses personnes dans le monde », a averti Sergio Marchi, chargé de recherches au Centre international pour le commerce et le développement durable (ICTSD). « Les politiques commerciales doivent encourager les investissements dans l'agriculture des pays en développement, afin que les agriculteurs pauvres puissent renforcer leur résistance aux futurs chocs de prix ». Au début du XXIe siècle, deux crises majeures de volatilité des prix, pendant la crise alimentaire mondiale de 2007-2008 et la crise alimentaire de 2022, ont eu des effets négatifs importants sur le prix des céréales à l'échelle mondiale. Le changement climatique devrait entraîner de très mauvaises récoltes, qui continueront à alimenter la volatilité des prix sur les marchés alimentaires, en particulier pour les produits en vrac comme les céréales.

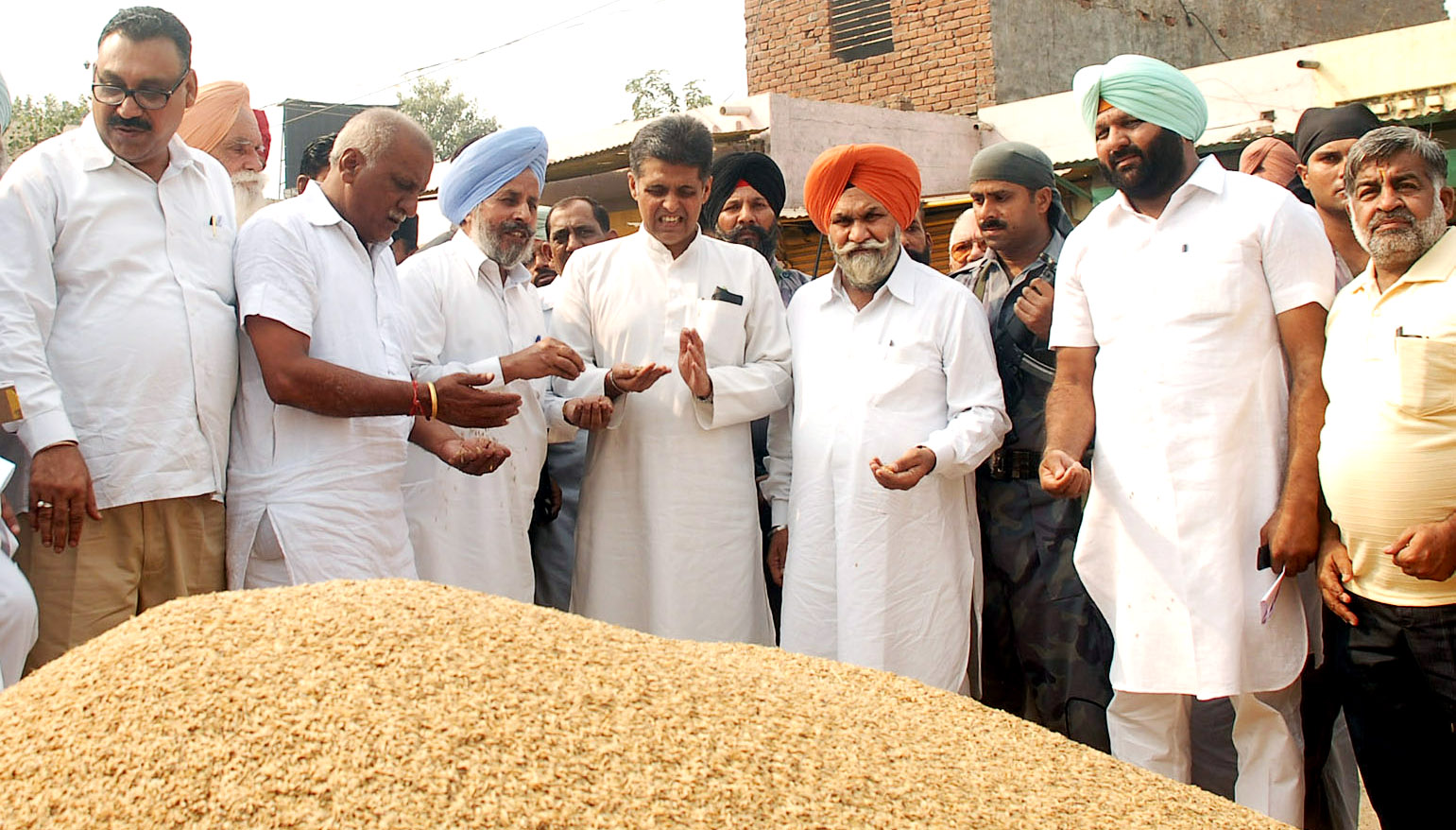
Manish Tewari, homme politique indien, visitant un marché aux céréales dans la région du Pendjab, souvent décrite comme le grenier de l'Inde.

La protection contre les prix du marché international a joué un rôle important dans la manière dont certains pays ont réagi à la volatilité des prix du marché. Par exemple, les agriculteurs de l'Union européenne, des États-Unis et du Japon sont protégés par des subventions agricoles. Les programmes de l'Union européenne sont organisés dans le cadre de la Politique agricole commune. La politique agricole des États-Unis est mise en œuvre par des lois agricoles (« farm bill »). tandis qu'au Japon la riziculture est également protégée et subventionnée. Les agriculteurs d'autres pays ont tenté de faire rejeter ces politiques par l'Organisation mondiale du commerce, ou ont tenté de les négocier par l'intermédiaire du groupe de Cairns, tandis que les Commissions du blé ont été réformées et que de nombreux tarifs ont été considérablement réduits, ce qui a conduit à une nouvelle mondialisation de cette activité. Par exemple, en 2008, le Mexique a été tenu par l'Accord de libre-échange nord-américain (ALENA) de supprimer ses droits de douane sur le maïs américain et canadien.
De même, les protections dans d'autres contextes, tels que les prix garantis pour les céréales en Inde, ont été une bouée de sauvetage importante pour les petits agriculteurs dans le contexte d'une nouvelle industrialisation de l'agriculture. Lorsqu’en 2020 le gouvernement de Narendra Modi du parti BJP a tenté d'abroger les prix garantis sur des céréales-clés comme le blé, les agriculteurs de tout le pays se sont levés pour protester,,.